# Dardania (regio)
Dardania was de naam van de regio die grotendeels in het huidige Kosovo ligt, nabij de rivier Morava. Het territorium beslaat veel van het huidige Kosovo, Noord-Albanië en het westen van het huidige Noord-Macedonië. De oorspronkelijke bewoners (de Dardani), een mengeling van Illyrische en Thracische volkeren, waren vaak een regelrechte bedreiging voor de staat Macedonië. Na staatvorming ontstond het het Koninkrijk Dardanië.
In 28 v.Chr. veroverden de Romeinen het gebied en het werd deel van de provincie Moesia (dus niet in de provincie Illyricum, waar het logischerwijze in zou liggen). Vanaf ca. 106, na de veroveringen door Trajanus, werd het een deel van Moesia superior. Keizer Diocletianus (reg. 284-305) maakte van Dardania een aparte, speciale provincie met als hoofdstad Naissus (het huidige Niš).

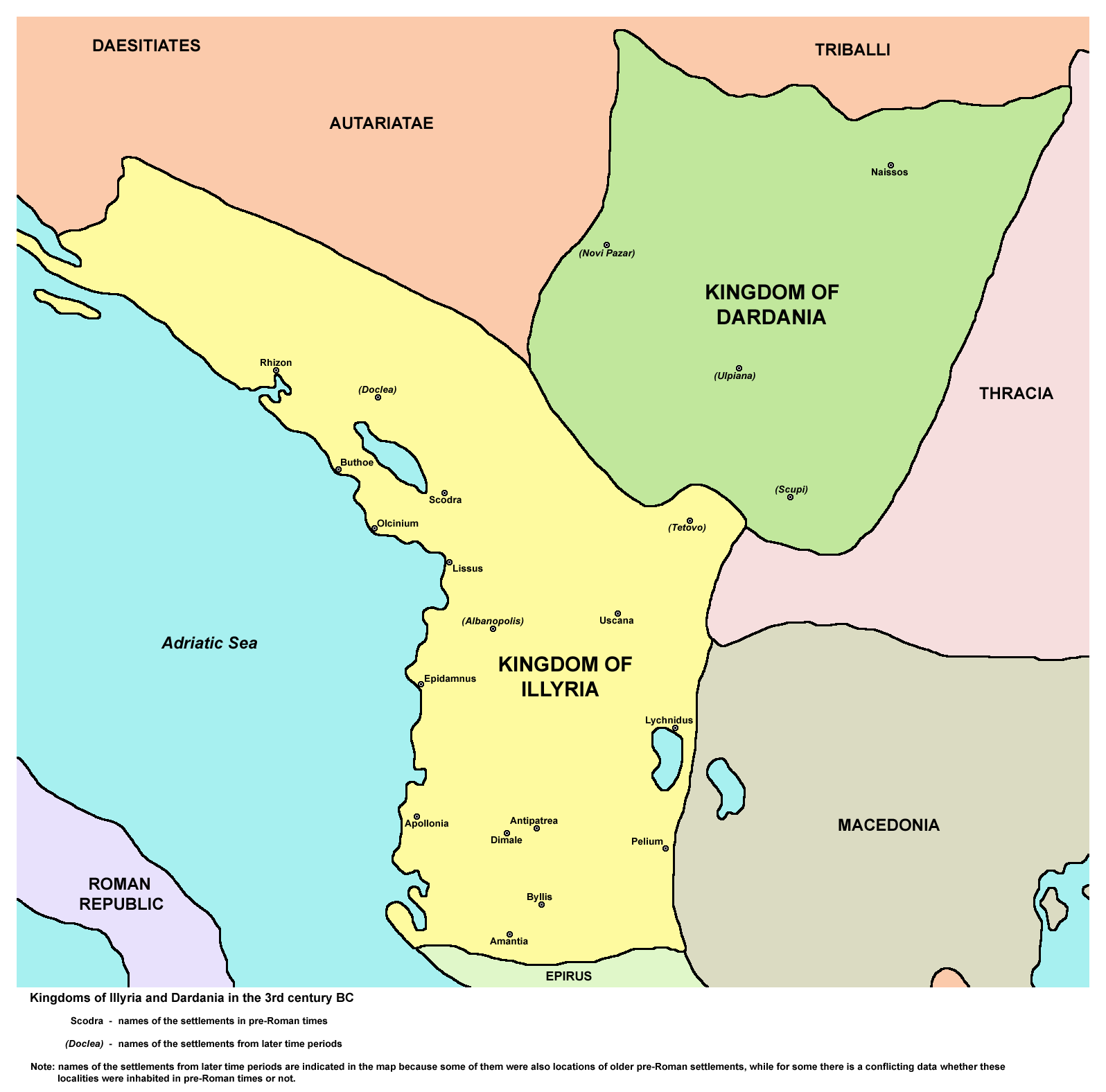
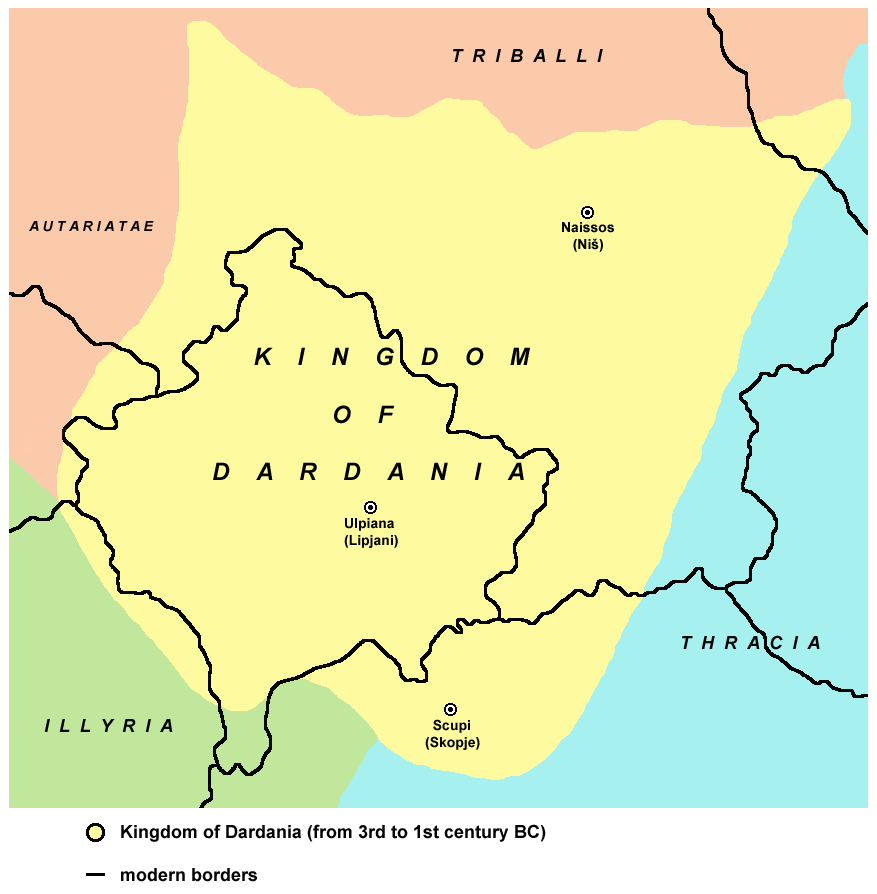
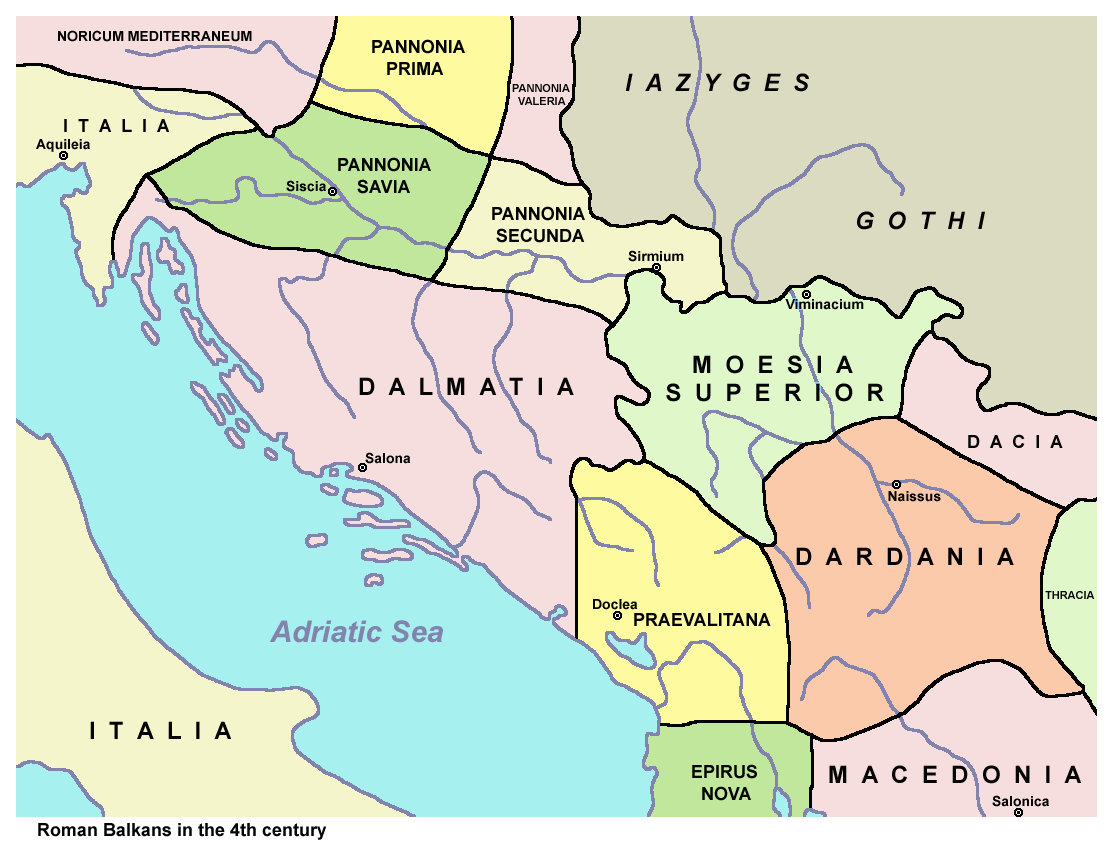
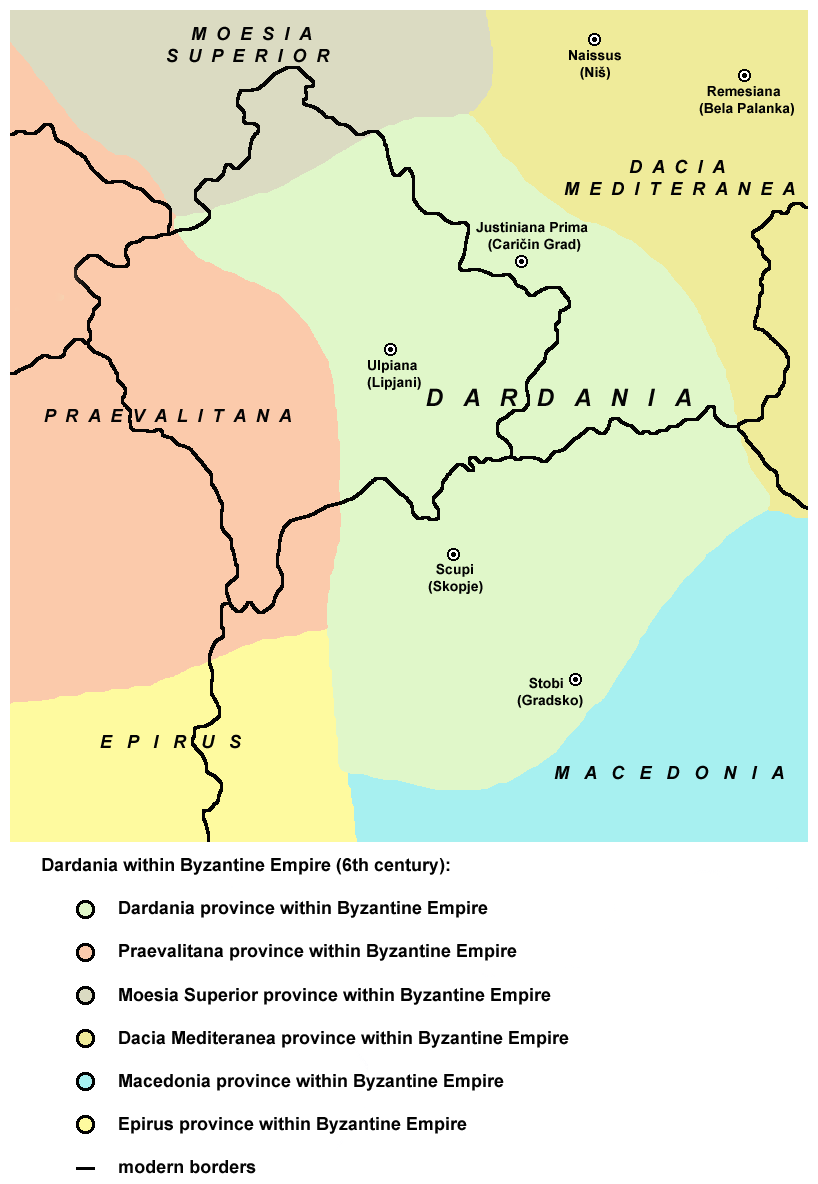